# Messerschmitt Me 510
O Messerschmitt Me 510 foi um projecto da Messerschmitt para um caça-bombardeiro bimotor. Foi baseado no Messerschmitt Me 410.